# 救世主顕栄大聖堂 (オデッサ)
オデッサの顕栄大聖堂（ウクライナ語: Спасо-Преображенський собор）は、ウクライナのオデッサにあるウクライナ正教会の大聖堂。オデッサで最大の大聖堂。

## 沿革
初期
ミラのニコラオスを称える教会として建設されることとなり、1794年8月に奉献式が行われた。教会建設はエカテリノスラフのガブリエル大主教・バヌレスク＝ボドニに委託され、1795年11月14日に最初の基礎の石が据えられた。1797 年に完了に完成予定であったものの、1808年5月25日にようやく奉献式が執り行われた。なお、1800 年2月18日に聖ニコラス教会は大聖堂と命名され、エカチェリーナ2世は大聖堂を含むオデッサの公共建築物建設に多額の資金を割り当てた。しかしエカチェリーナ2世が死去すると、パーヴェル1世によってオデッサのその他施設の建設工事と共に大聖堂建設も中止されたことが完成が遅れた原因であった。1803年にリシュリュー公爵がオデッサ市長に任命され、中央政府に工事再開のための資金請求をし、1804年より工事が再開された。
1837年、オデッサがヘルソン教区の教区中心地となったことに伴い、拡張工事が行われた。
ソビエト連邦期
1932年3月に大聖堂は閉鎖され、1936年5月に建築的価値がないという理由で破壊され、教会にあった貴重品はオデッサ州財務局に移された。
ウクライナ独立後
大聖堂の再建は、1999年に開始。1999年9月5日に建設開始の奉献が執り行われた。2023年7月23日、ロシア軍の大規模なミサイル攻撃があり、大聖堂は破壊された。

## 建物や施設
- カスペロフスカヤの聖母イコン（ロシア語版）：聖遺物としてしられており、2023年7月23日の破壊後、奇跡的に瓦礫の下から回収された。
- 大聖堂にはミハイル・セミョーノヴィチ・ヴォロンツォフ夫妻の墓があった。ソビエト連邦期1936年の破壊の際に取り出されてスロボツコエ墓地に改葬されていたが、1999年から始まった再建の際に下層教会に戻された[3]。

## ギャラリー

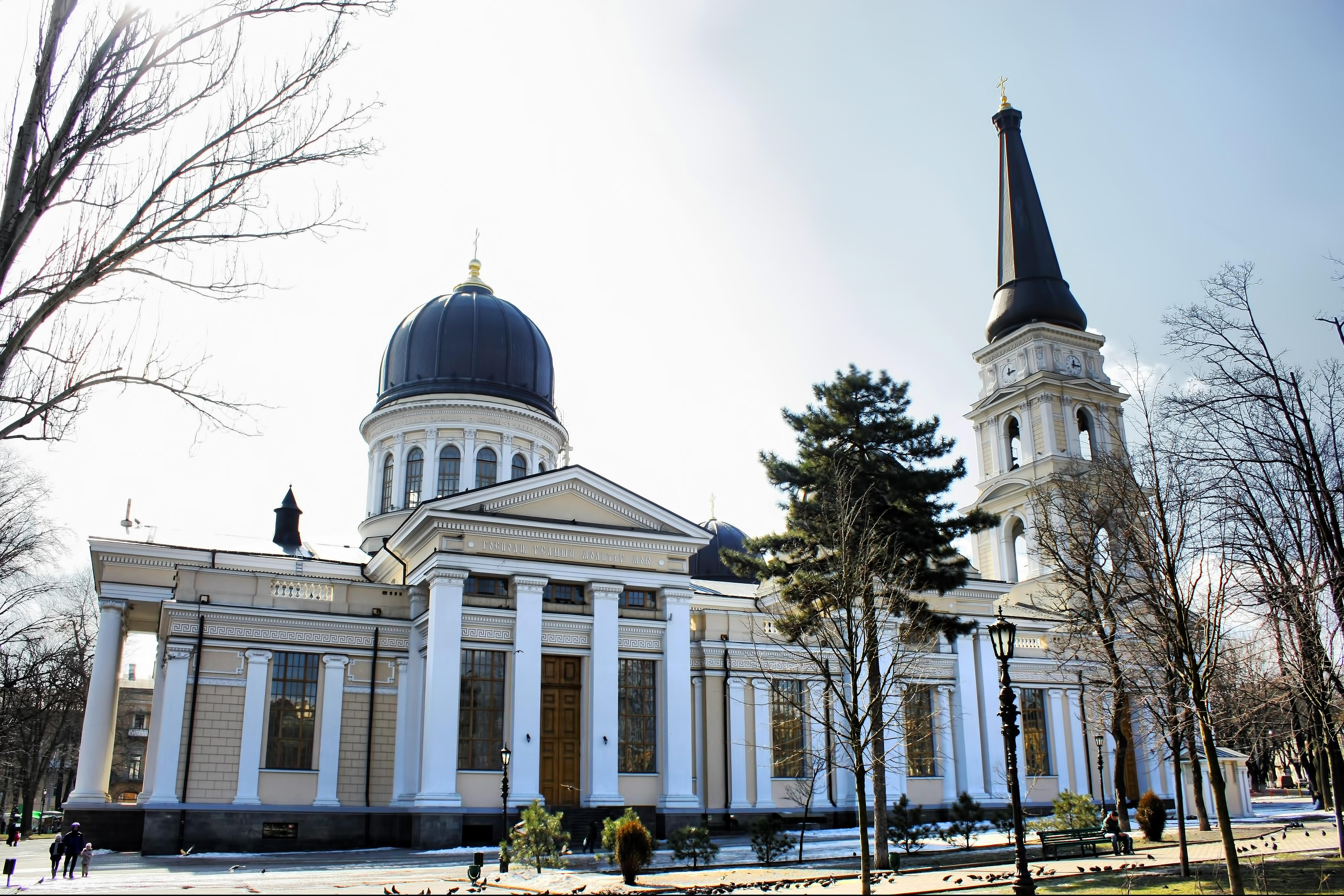
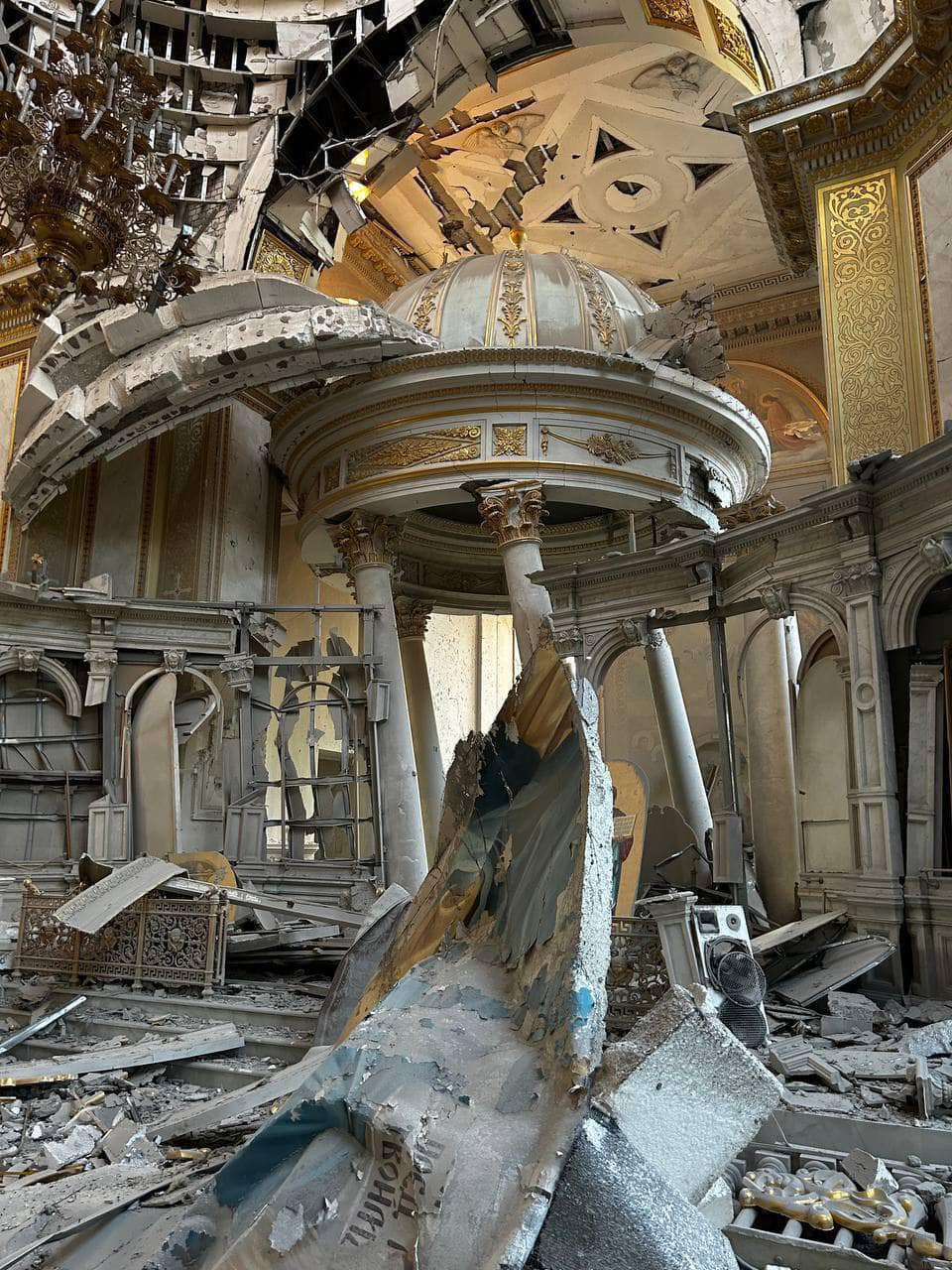